# Det finns en härlig viloplats
Det finns en härlig viloplats är en ursprungligen finsk psalmtext, On lepopaikka suloinen eller Ah lepopaikka suloinen av Juho Evert Pietiläinen. Psalmen har 11 verser.
Svensk översättning utförd av okänd författare. Melodin är en finsk folkmelodi; 3/4 eller 2/4, f-moll

## Publicerad som
- Sions Sånger 1951 som nr 22.
- Sions Sånger 1981 som nr 14 under rubriker Från Getsemane till Golgata.